# Фремд-Вилидж-Паджетт-Айленд (Флорида)
Фремд-Вилидж-Паджетт-Айленд (англ. Fremd Village-Padgett Island) — статистически обособленная местность, расположенная в округе Палм-Бич (штат Флорида, США) с населением в 2264 человека по статистическим данным переписи 2000 года.

## География
По данным Бюро переписи населения США статистически обособленная местность Фремд-Вилидж-Паджетт-Айленд имеет общую площадь в 3,11 квадратных километров, водных ресурсов в черте населённого пункта не имеется.

## Демография
По данным переписи населения 2000 года в Фремд-Вилидж-Паджетт-Айленд проживало 2264 человека, 507 семей, насчитывалось 692 домашних хозяйств и 764 жилых дома. Средняя плотность населения составляла около 727,97 человека на один квадратный километр. Расовый состав населённого пункта распределился следующим образом: 3,67 % белых, 92,09 % — чёрных или афроамериканцев, 0,04 % — коренных американцев, 0,09 % — азиатов, 0,18 % — выходцев с тихоокеанских островов, 1,19 % — представителей смешанных рас, 2,74 % — других народностей. Испаноговорящие составили 6,01 % от всех жителей статистически обособленной местности.
Из 692 домашних хозяйств в 50,3 % воспитывали детей в возрасте до 18 лет, 21,4 % представляли собой совместно проживающие супружеские пары, в 47,8 % семей женщины проживали без мужей, 26,7 % не имели семей. 22,8 % от общего числа семей на момент переписи жили самостоятельно, при этом 9,2 % составили одинокие пожилые люди в возрасте 65 лет и старше. Средний размер домашнего хозяйства составил 3,27 человек, а средний размер семьи — 3,91 человек.
Население статистически обособленной местности по возрастному диапазону по данным переписи 2000 года распределилось следующим образом: 47,2 % — жители младше 18 лет, 12,1 % — между 18 и 24 годами, 21,6 % — от 25 до 44 лет, 12,9 % — от 45 до 64 лет и 6,2 % — в возрасте 65 лет и старше. Средний возраст жителей составил 19 лет. На каждые 100 женщин в Фремд-Вилидж-Паджетт-Айленд приходилось 72,7 мужчин, при этом на каждые сто женщин 18 лет и старше приходилось 57,0 мужчин также старше 18 лет.
Средний доход на одно домашнее хозяйство статистически обособленной местности составил 15 057 долларов США, а средний доход на одну семью — 17 599 долларов. При этом мужчины имели средний доход в 21 908 долларов США в год против 18 438 долларов среднегодового дохода у женщин. Доход на душу населения статистически обособленной местности составил 15 057 долларов в год. 55,5 % от всего числа семей в населённом пункте и 55,7 % от всей численности населения находилось на момент переписи населения за чертой бедности, при этом 62,3 % из них были моложе 18 лет и 55,4 % — в возрасте 65 лет и старше.